# Elizabeta Sullyjska
Elizabeta Sullyjska (francuski Élisabeth) bila je francuska plemkinja (kao kći gospe i gospodara Sullyja) i redovnica.
Elizabetini su roditelji bili Agneza Sullyjska i Vilim, grof Sullyja. Jure uxoris, Vilim je vladao Agnezinim imanjem jer je Agneza bila nasljednica.
Elizabeta i njen brat Henrik postali su redovnici te je Elizabeta naslijedila svoju pratetu Ceciliju Normansku.
| Prethodnik:        | Časna majka Svetog Trojstva | Nasljednik: |
| Cecilija Normanska | Časna majka Svetog Trojstva | Beatricija  |